# Лос Риос (регион)
Лос Риос (на испански: Los Ríos) е един от 15-те региона на южноамериканската държава Чили. Регионът е разположен в южната част на страната на Тихия океан. Населението е 384 837 жители (по преброяване от април 2017 г.). Общата му площ – 18 429,50 км². Столицата му е град Валдивия.